# Attacken mot julmarknaden i Magdeburg i december 2024
Attacken mot julmarknaden i Magdeburg i december 2024 skedde den 20 december då en stadsjeep kördes in i en folkmassa på julmarknaden i Magdeburg i Tyskland. Det ledde till att fem personer dog och minst 235 skadades. Föraren av bilen, den 50-årige anti-islamska aktivisten Taleb Al-Abdulmohsen, greps på platsen. Tyska myndigheter har beskrivit den misstänkte som en islamofob. Utredarna fortsätter att söka efter ett motiv, som fortfarande är okänt.

## Efter attacken

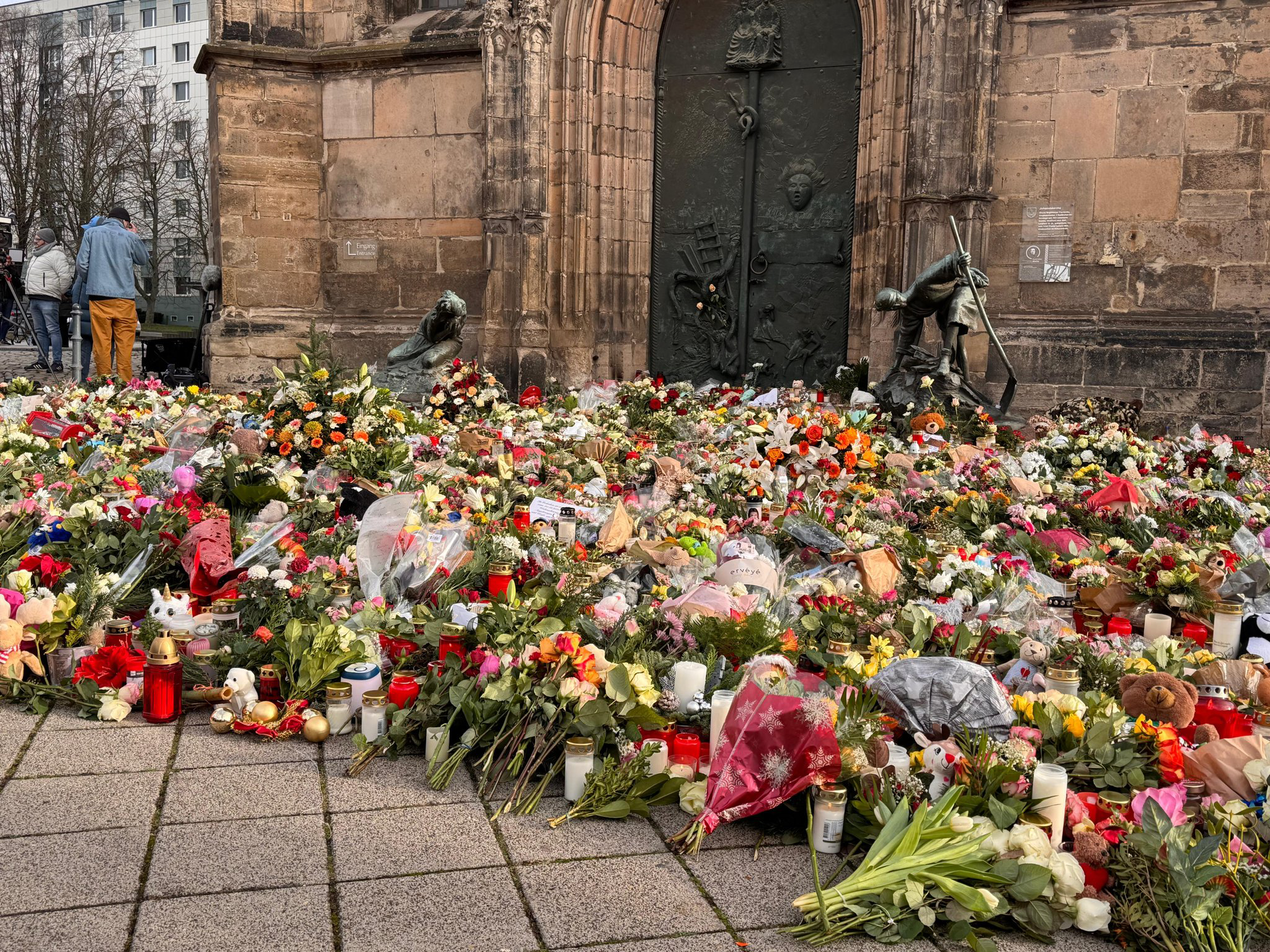
Blommor invid Johanneskyrkan i Magdeburg efter attacken.

Efter attacken samlades hundratals människor på platsen och skapade ett provisoriskt minnesmärke med blommor, tända ljus och leksaker vid den närliggande Johanneskyrkan. Magdeburgs polis manade å sin sida människor att stanna hemma och inte bege sig till platsen.